# The Rhythm of the Night
The Rhythm of the Night é o primeiro single da banda italiana Corona, lançado em seu álbum de mesmo nome, no começo de 1993. A canção se tornou um dos maiores sucessos do eurodance, alcançando a primeira posição na tabela musical italiana logo em seu debut e o top 10 em diversos países.  Apesar de Olga de Souza aparecer cantando no videoclipe, os vocais da canção foram executados pela cantora italiana Giovanna Bersola, mais conhecida como Jenny B.
A canção já fez parte de várias trilhas sonoras, como do jogo Grand Theft Auto V, o filme The Disaster Artist, e a telenovela brasileira Verão 90.

## Covers
- Scott Winstanley - Cover Acústico.
- Pet Shop Boys - Ao Vivo.
- Cher Lloyd - Ao Vivo.
- Ivana Spagna - Ao Vivo.
- The X Factor UK (Top 16 Finalistas) - Ao vivo.
- Alex C feat. Yasmin K - Lançada como Single.
- Hermes House Band - Lançada como Single.
- Cascada - Lançada Como Single.
- Maicow Nite - "Óru Diru Dirublei" - Lançada como single
- Ellie Goulding - Ao Vivo.
- Bastille - Mashup com "Rhythm Is a Dancer", intitulado "Of the Night". Lançado como Single.
- Nom De Strip, 3LAU ft. Estelle - Inclui as Vocais como cover por Estelle
- Furo MTV \ Amada Foca - Paródia intitulada "Jesus Humilha Satanás" (inspirado em um esquete feito por um DJ paraense)[6]